# Katastrofa lotu Asiana Airlines 214
Katastrofa lotu Asiana Airlines 214 – katastrofa lotnicza, która wydarzyła się 6 lipca 2013 roku podczas lądowania samolotu Boeing 777-200ER nr HL7742 południowokoreańskich linii Asiana Airlines w porcie lotniczym San Francisco. Był to rejsowy lot z portu lotniczego Seul-Incheon w Korei Południowej.
Na pokładzie samolotu znajdowało się 291 pasażerów i 16 osób załogi. 2 osoby zginęły, jedna zmarła w szpitalu.

## Przebieg wypadku

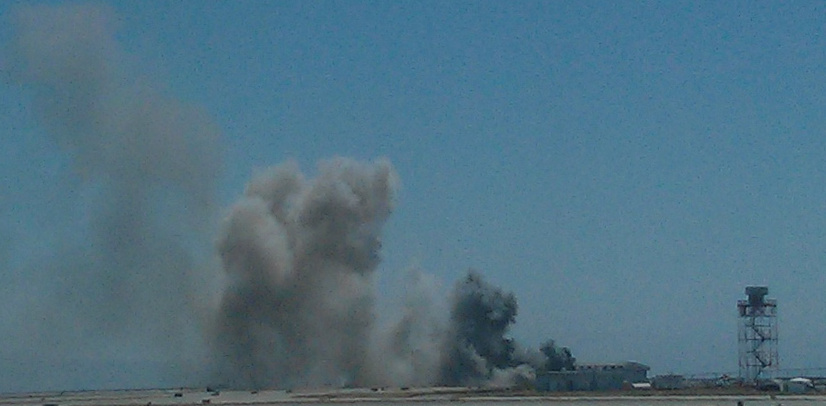
Kłęby dymu wydostające się z wraku samolotu HL7742

Według wstępnych ustaleń samolot Boeing 777-200ER o numerze rejestracyjnym HL7742 usiłował lądować wizualnie (system ILS i inne pomoce były nieczynne według komunikatów NOTAM) w docelowym porcie lotniczym San Francisco. Podczas podejścia samolot za bardzo zniżył lot, schodząc w dół od ścieżki podejścia. Na krótko przed katastrofą załoga samolotu zwiększyła ciąg i ściągnęła wolant – nie zapobiegło to jednak uderzeniu tyłu kadłuba o opaskę brzegową nabrzeża drogi startowej 28L, wystającą w głąb zatoki San Francisco (samolot leciał na dużym kącie natarcia). Kolizja miała miejsce 6 lipca 2013 o 11:27 czasu lokalnego, 115 metrów (375 stóp) przed progiem drogi startowej. Ogon, podwozie i silniki oddzieliły się od kadłuba samolotu. Około 730 metrów za progiem pasa startowego, na terenie trawiastym na południe od drogi startowej, kadłub samolotu obrócił się o ok. 330 stopni i wraz ze skrzydłami zatrzymał się – zasadniczo w jednej części. Dwa trapy zadziałały prawidłowo, umożliwiając ewakuację pasażerów i załogi. Wrak po kilku minutach stanął w płomieniach. Wszyscy, którzy przeżyli uderzenie, zdołali ewakuować się przed pożarem. Większość pasażerów ewakuowano bez poważniejszych obrażeń. Po kilku godzinach służby ratownicze i zarząd lotniska potwierdziły śmierć dwóch osób, obywatelek Chin, obie miały 16 lat. Ich ciała zostały odnalezione poza kadłubem samolotu. Trzecia ofiara zmarła później w szpitalu w San Francisco, do którego została przewieziona w stanie krytycznym, jej tożsamość nie została podana do publicznej wiadomości na prośbę rodziców.

## Samolot

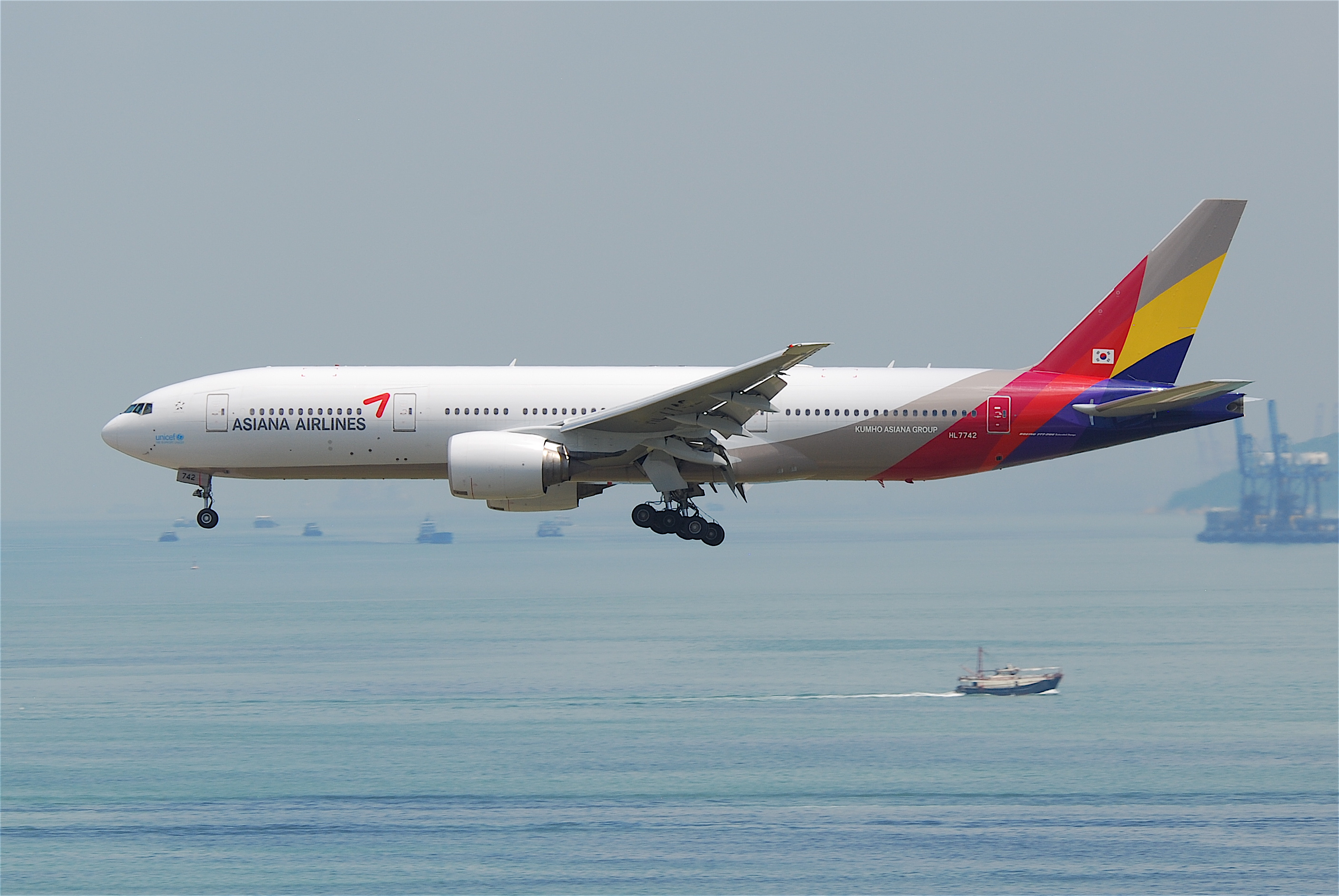
Boeing 777-200ER, który uległ katastrofie (nr. rej. HL7742). Zdjęcie wykonano na lotnisku w Hongkongu w lipcu 2011 roku.

Dane jednostki, która uległa katastrofie:
| Typ:                        | 777-28EER                  |
| Pierwszy lot:               | 25 lutego 2006             |
| Silniki:                    | 2 x Pratt & Whitney PW4090 |
| Oznaczenie wariantu:        | 71BF42                     |
| Numer rejestracyjny:        | HL7742                     |
| Oznaczenie typu według ICAO | B772                       |
| Numer seryjny               | 29171                      |

Źródło: Airfleets.net

## Śledztwo w sprawie katastrofy
Federalna komisja ekspertów powołana przez National Transportation Safety Board wszczęła dochodzenie, próbując ustalić przyczynę katastrofy. Wstępnie wykluczono zamach, potwierdzono błąd załogi i jej niedostateczne wyszkolenie. Załoga, mimo dużej liczby wylatanych godzin w powietrzu, miała małe doświadczenie w lądowaniu manualnym i nie skorygowała właściwie wyjścia samolotu w dół pod ścieżkę schodzenia.

## Narodowości pasażerów i załogi

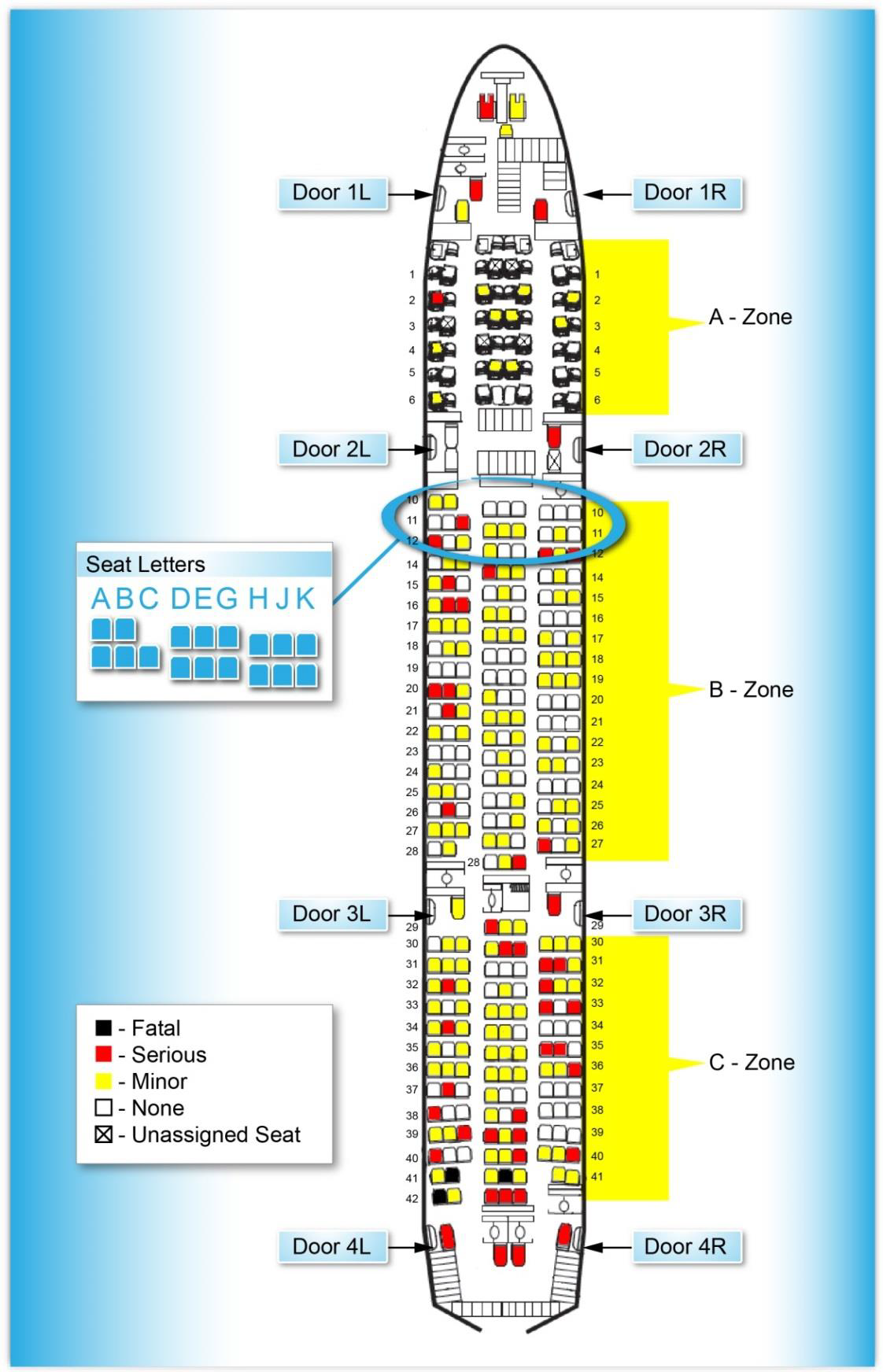
Seat map

| Kraj              | Pasażerowie | Załoga | Razem |
| ----------------- | ----------- | ------ | ----- |
| Chiny             | 141         | -      | 141   |
| Korea Południowa  | 77          | 14     | 91    |
| Stany Zjednoczone | 64          | -      | 64    |
| Indie             | 3           | -      | 3     |
| Kanada            | 3           | -      | 3     |
| Tajlandia         | -           | 2      | 2     |
| Francja           | 1           | -      | 1     |
| Japonia           | 1           | -      | 1     |
| Wietnam           | 1           | -      | 1     |
| Razem             | 291         | 16     | 307   |

Źródło:nytimes.com